# Erschoviella musculana
Erschoviella musculana är en fjärilsart som beskrevs av Nicolas Grigorevich Erschoff 1874. Erschoviella musculana ingår i släktet Erschoviella och familjen trågspinnare. Inga underarter finns listade i Catalogue of Life.